# Raión de Zagatala
Zagatala (en azerí: Zaqatala) es uno de los cincuenta y nueve rayones en los que subdivide políticamente la República de Azerbaiyán. La capital es la ciudad de Zagatala.

## Territorio y Población
Este rayón es poseedor una superficie de 1348 kilómetros cuadrados, los cuales son el hogar de una población compuesta por unas 110 830 personas. Por ende, la densidad poblacional se eleva a la cifra de los 82,21 habitantes por cada kilómetro cuadrado de este rayón.

## Economía
La región está dominada por la agricultura. Se producen hortalizas, tabaco y cereales, se cría también ganado lanar. Además, el tabaco, las nueces y otros alimentos son procesados, existen fábricas de muebles, y de tejido. También se crían gusanos de seda. Además, el turismo en el Cáucaso, y los parques naturales son atractivos turísticos.